# Torpsjön (Stora Tuna socken, Dalarna)
Torpsjön är en sjö i Borlänge kommun i Dalarna och ingår i Dalälvens huvudavrinningsområde.